# Boeing 377 Stratocruiser
Il Boeing 377 Stratocruiser fu un aereo di linea quadrimotore a lungo raggio e monoplano ad ala bassa prodotto dall'azienda aeronautica statunitense Boeing tra la fine degli anni quaranta e l'inizio degli anni cinquanta.
Questo modello di velivolo da aviazione civile fu il risultato dello sviluppo del trasporto tattico Boeing C-97 Stratofreighter, a sua volta versione cargo del bombardiere strategico Boeing B-29 Superfortress e venne utilizzato sulle rotte internazionali principalmente dalla compagnia aerea statunitense Pan American Airways.

## Storia del progetto
Essendo l'aeroplano divenuto il mezzo di trasporto prediletto per l'alta borghesia del tempo, il Boeing 377 fu concepito per riproporre ai propri passeggeri le lussuose atmosfere dei transatlantici prebellici e, nonostante alcuni difetti di progettazione, fu il più importante aereo di linea dell'immediato dopoguerra. 
Estremamente complesso e costoso, ne vennero realizzati solamente 56 esemplari, dato che fu surclassato presto dai più economici Lockheed L-049 Constellation, Douglas DC-6 e DC-7.
Dalla consegna dei primissimi modelli nel 1949, lo Stratocruiser divenne l'aereo principalmente utilizzato dalle compagnie aeree Pan American e BOAC, fino all'arrivo del Boeing 707 per la prima e del De Havilland DH.106 Comet per la seconda durante gli anni sessanta. 
La particolarità principale dello Stratocruiser era quella di avere una fusoliera a doppio ponte, con quello superiore destinato al trasporto dei passeggeri di prima classe, mentre quello inferiore ospitava le altre classi e un piccolo bar.

## Impiego operativo

### Problemi tecnici e incidenti
Durante i pochi anni nei quali prestò servizio, il Boeing 377 Stratocruiser ebbe tredici incidenti, per un totale di 140 vittime. L'incidente più grave avvenne il 29 aprile 1952, quando il volo 202 della Pan Am perse un motore e precipitò nella giungla, in Brasile, provocando la morte di tutte le cinquanta persone a bordo.

## Utilizzatori

### Civili
Ecuador
- Línea Internacional Aérea

 Regno Unito
- BOAC

 Stati Uniti
- American Overseas Airlines
- Northwest Airlines
- Pan American
- Transocean Air Lines
- United Airlines

 Venezuela
- Rutas Aéreas Nacionales SA

### Militari
Israele
- Heyl Ha'Avir